# Банні Остін
Банні Остін (англ. Bunny Austin; 20 серпня 1906 — 20 серпня 2000) — колишній британський тенісист.
Найвищу одиночну позицію світового рейтингу — 2 місце досяг 1931 року (за даними А. Волліса Маєрса).
Здобув 30 одиночних титулів.
Найвищим досягненням на турнірах Великого шолома були фінали в одиночному та змішаному парному розрядах.
Завершив кар'єру 1939 року.

## Фінали турнірів Великого шолома

### Одиночний розряд (три поразки)
| Результат | Рік  | Турнір               | Покриття | Суперник       | Рахунок       |
| --------- | ---- | -------------------- | -------- | -------------- | ------------- |
| Поразка   | 1932 | Вімблдонський турнір | Трава    | Елсворт Вайнс  | 4–6, 2–6, 0–6 |
| Поразка   | 1937 | Чемпіонат Франції    | Ґрунт    | Геннер Генкель | 1–6, 4–6, 3–6 |
| Поразка   | 1938 | Вімблдонський турнір | Трава    | Дон Бадж       | 1–6, 0–6, 3–6 |

### Мікст (3 поразки)
| Результат | Рік  | Турнір               | Покриття | Партнер              | Суперники                | Рахунок       |
| --------- | ---- | -------------------- | -------- | -------------------- | ------------------------ | ------------- |
| Поразка   | 1929 | Чемпіонат США        | Трава    | Філліс Ковелл        | Бетті Натголл Джордж Лот | 3–6, 3–6      |
| Поразка   | 1931 | Чемпіонат Франції    | Ґрунт    | Дороті Шеферд-Баррон | Бетті Натголл Пат Спенс  | 3–6, 7–5, 3–6 |
| Поразка   | 1934 | Вімблдонський турнір | Трава    | Дороті Шеферд-Баррон | Дороті Раунд Рюкі Мікі   | 6–3, 4–6, 0–6 |